# Carolina Lizárraga
Carolina Lizárraga Houghton (Lima, 25 de marzo de 1970) es una abogada y exjueza peruana. Fue congresista de la república por Lima durante el breve periodo 2020-2021.

## Biografía
Carolina Lizárraga nació el 25 de marzo de 1970 en Lima en Perú.
Realizó sus estudios escolares en el Colegio Santa María de Piura y en el Colegio Sagrados Corazones Belén de la ciudad de Lima. Lizárraga ingresó a la Pontificia Universidad Católica del Perú, en la cual estudió la carrera de Derecho y obtuvo el título de abogada. Realizó un máster en Derecho (LL.M.) en la Escuela de Derecho Yale, así como estudios de máster en Argumentación Jurídica en la Universidad de Alicante y de doctorado en Derecho Penal en la Universidad de Salamanca.
En el año 2015, regresó a la Pontificia Universidad Católica del Perú para estudiar la carrera de Psicología.
Como abogada laboró en el estudio de abogados de José Ugaz, exprocurador anticorrupción.

## Trayectoria
Del año 2002 al año 2007, Carolina Lizárraga fue jueza penal de la Corte Superior de Justicia de Lima y del VI Juzgado Anticorrupción. Luego del año 2010 al año 2014  se desempeñó como jueza superior anticorrupción en la Corte Superior de Justicia de Lima.
En el año 2007, durante el segundo gobierno de Alan García, Lizárraga fue nombrada como jefa de la Oficina Nacional Anticorrupción (ONA), entidad creada por la presidencia del Consejo de Ministros del Perú, y durante su gestión estuvo facultada a investigar al Poder Ejecutivo y proponer leyes al Congreso de la República. Lizárraga permaneció en el cargo hasta el 8 de julio del año 2008, en donde decidió renunciar alegando "motivos de salud".
En el año 2013, Lizárraga formó parte del proceso contra el expresidente Alberto Fujimori por el caso “Diarios Chicha”.
En las elecciones generales del año 2016, Lizárraga incursionó en la participación política como candidata a la segunda vicepresidencia del Perú en la plancha presidencial Julio Guzmán por el partido Todos por el Perú. Sin embargo, la candidatura de Guzmán terminó siendo tachada por el Jurado Nacional de Elecciones.
Fue fundadora del Partido Morado junto a Julio Guzmán y Francisco Sagasti. Se desempeñó como miembro del Comité Ejecutivo Nacional y como secretaria nacional de asuntos legales. El 8 de agosto del 2021, renunció al partido político.
En las elecciones parlamentarias extraordinarias del año 2020, postuló al Congreso por el Partido Morado y resultó elegida como congresista de la república para el periodo 2020-2021.